# Campionato italiano di ciclismo su strada 1934
Il Campionato italiano di ciclismo su strada 1934 si svolse su sette prove, dal 2 aprile al 30 settembre 1934, e vide l'affermazione di Learco Guerra. Le prove incluse nel calendario erano Giro di Campania, Giro di Toscana, Giro del Piemonte, Gran Premio Valle Scrivia, Circuito Emiliano, Roma-Napoli-Roma e Giro del Veneto.

## Calendario
| Data         | Evento                           | Vincitore      | Squadra       |
| ------------ | -------------------------------- | -------------- | ------------- |
| 2 aprile     | Giro di Campania (1934)          | Learco Guerra  | Maino-Clement |
| 21 aprile    | Giro di Toscana (1934)           | Mario Cipriani | Frejus        |
| 6 maggio     | Giro del Piemonte (1934)         | Learco Guerra  | Maino-Clement |
| 26 giugno    | Gran Premio Valle Scrivia (1934) | Learco Guerra  | Maino-Clement |
| 5 agosto     | Circuito Emiliano (1934)         | Pietro Rimoldi | Bianchi       |
| 9 settembre  | Roma-Napoli-Roma (1934)          | Learco Guerra  | Maino-Clement |
| 30 settembre | Giro del Veneto (1934)           | Aldo Canazza   | Gloria        |

## Classifica
| Pos. | Corridore         | Squadra       | Punti |
| ---- | ----------------- | ------------- | ----- |
| 1    | Learco Guerra     | Maino-Clement | 19    |
| 2    | Mario Cipriani    | Frejus        | 10    |
| 2    | Aldo Canazza      | Gloria        | 10    |
| 4    | Vasco Bergamaschi | Maino-Clement | 9,5   |
| 5    | Pietro Rimoldi    | Bianchi       | 8,5   |
| 6    | Giuseppe Olmo     | Bianchi       | 8     |
| 6    | Giuseppe Martano  | Frejus        | 8     |